# 豊田硬
豊田 硬（とよた かたし、1958年（昭和33年）9月16日 - ）は、北海道出身の防衛官僚。第32代防衛事務次官。防衛庁入庁同期に鈴木良之第2代防衛装備庁長官などがいる。

## 略歴
- 北海道芦別市出身
- 北海道札幌南高等学校卒業
- 国家公務員上級試験（甲種 - 法律）合格
- 1982年（昭和57年）3月：東京大学法学部卒業
- 1982年（昭和57年）4月：防衛庁装備局管理課
- 1987年（昭和62年）4月：人事局人事第1課部員
- 1989年（平成元年）4月：防衛局防衛課年度班部員
- 1991年（平成3年）4月：人事局人事第3課給与室部員
- 1992年（平成4年）10月：防衛施設庁労務部労務企画課労務対策調査専門官 （兼）防衛庁人事局人事第3課給与室部員
- 1993年（平成5年）5月：防衛庁人事局人事第3課給与室
- 1993年（平成5年）7月：防衛局調査第2課総括班長 （兼）防衛局調査第2課分析班長
- 1994年（平成6年）4月：（兼） 防衛局調査第2課欧州班長
- 1995年（平成7年）：7月：人事局人事第1課部員
- 1996年（平成8年）：7月：長官官房秘書課部員
- 1997年（平成9年）7月：長官官房企画官（秘書課担当）（兼）長官官房秘書課部員
- 1998年（平成10年）6月：（兼） 防衛局防衛政策課部員
- 2000年（平成12年）3月：長官官房企画官（防衛政策担当）（兼）防衛局防衛政策課部員
- 2000年（平成12年）7月：（兼） 長官官房秘書課部員（秘書官事務取扱）
- 2002年（平成14年）9月：防衛庁防衛局調査課長
- 2004年（平成16年）7月：人事教育局厚生課長
- 2005年（平成17年）8月：運用局運用企画課長
- 2006年（平成18年）7月：運用企画局事態対処課長
- 2006年（平成18年）9月：長官官房秘書課長
- 2007年（平成19年）1月：防衛省大臣官房秘書課長
- 2008年（平成20年）1月：大臣官房報道官
- 2009年（平成21年）8月：内閣府国際平和協力本部事務局次長
- 2011年（平成23年）9月：防衛省地方協力局次長
- 2013年（平成25年）7月：人事教育局長
- 2014年（平成26年）7月：大臣官房長
- 2017年（平成29年）7月：防衛事務次官
- 2018年（平成30年）8月：退任[3]
- 2018年（平成30年）11月：防衛省顧問[4]
- 2019年5月：損害保険ジャパン日本興亜株式会社顧問
- 2019年9月11日：免 防衛省顧問[5]
- 2023年6月：スカパーJSAT社外取締役（非常勤）